# Ante Erceg
Ante Erceg (Split, 1989. december 12. –) horvát labdarúgó, a Gorica játékosa.

## Pályafutása
Erceg a horvát élvonalbeli RNK Split csapatában nevelkedett, a klub színeiben 2010 november 28-án mutatkozott be a horvát élvonalban egy NK Varaždin elleni mérkőzésen. 2016-ban a török Balıkesirspor játékosa volt, majd 2016 és 2018 között a Hajduk Splitben futballozott. 2018 és 2022 között a dán élvonalbeli Brøndby igazolt labdarúgója volt. 2022 május 25-én 1+1 évre szóló szerződést írt alá a magyar élvonalbeli Debreceni VSC csapatával, majd július 21-én közös megegyezéssel felbontotta a szerződését. Augusztus 1-jén egyéves szerződést kötött az Istra csapatával. Augusztus 6-án mutatkozott be a 66. percben Advan Kadušić cseréjeként az Osijek ellen 1–0-ra megnyert bajnoki találkozón. 2024. május 28-án kétéves szerződést írt alá a holland Fortuna Sittard csapatával. 2025. január 2-án a Gorica csapatába szerződött.